# هنري ن. باتلر
هنري ن. باتلر (بالإنجليزية: Henry N. Butler)‏ هو محامي واقتصادي أمريكي، ولد في 16 فبراير 1954.